# Hergisdorf
Hergisdorf est une commune allemande de l'arrondissement de Mansfeld-Harz-du-Sud, Land de Saxe-Anhalt.

## Géographie
La commune comprend Kreisfeld.
| Mansfeld    | Ahlsdorf   | Helbra   |
| Allstedt    | Hergisdorf | Eisleben |
| Blankenheim | Wimmelburg |          |

Hergisdorf se trouve sur la ligne de Berlin à Blankenheim.

## Histoire
Hergisdorf est mentionné pour la première fois en 1252.